# Maslinovik
Maslinovik (olaszul: Maslignago) egy lakatlan sziget az Adriai-tengerben, Horvátországban, Primoštentől délnyugatra. Közigazgatásilag Primoštenhez tartozik.

## Leírása
Maslinovik szigete a Kremik-foktól 1 km-re nyugatra fekszik. A Primošten előtti szigetecskék legnagyobbika. Területe 0,35 km². Hosszúsága 1,1 km, szélessége 0,5 km, magassága 37 m. A tagolatlan partvonal hossza 2,7 km. A szigetet macchia borítja.

## Éghajlata
A térség éghajlata mérsékelt. A terület éves átlagos hőmérséklete 16 °C. A legmelegebb hónap a július, amikor az átlagos hőmérséklet 28 °C, a leghidegebb pedig a február, 8 °C-kal. Az átlagos éves csapadékmennyiség 1444 milliméter. A legcsapadékosabb hónap a szeptember, átlagosan 216 mm csapadékkal, a legszárazabb pedig az augusztus, 40 mm csapadékkal.

## A szomszédos szigetecskék
- Tmara (olaszul: Plana) a šibeniki kikötő bejáratától délre,
- Krbelica (Chercotizza, vagy Gorgola) Tmarától 570 m-re keletre, a parttól 130 m-re,
- Smokvica (Smoquizza) Maslinoviktól északkeletre, mintegy 2,3 km-re,
- Lukovnjak (Luccogna) Maslinoviktól nyugatra,
- Grbavac (Gherbavaz) Maslinoviktól délnyugatra,
- Barilac (Barile vagy Barilaz) kis kerek szikla Maslinoviktól délre 2 km-re,
- Costran (Suilan) a Zeceva-foktól délnyugatra.

## Fordítás
Ez a szócikk részben vagy egészben  a   Maslignano című olasz Wikipédia-szócikk ezen változatának fordításán alapul.  Az eredeti cikk szerkesztőit annak laptörténete sorolja fel. Ez a jelzés csupán a megfogalmazás eredetét és a szerzői jogokat jelzi, nem szolgál a cikkben szereplő információk forrásmegjelöléseként.

Ez a szócikk részben vagy egészben  az   Otočić Maslinovik című svéd Wikipédia-szócikk ezen változatának fordításán alapul.  Az eredeti cikk szerkesztőit annak laptörténete sorolja fel. Ez a jelzés csupán a megfogalmazás eredetét és a szerzői jogokat jelzi, nem szolgál a cikkben szereplő információk forrásmegjelöléseként.